# Travis Schuldt
Travis Schuldt (Topeka, Kansas, Verenigde Staten, 18 september 1974) is een Amerikaans acteur.
Travis studeerde aan de Texas Christian University die gelegen is in Fort Worth (Texas). Zijn loopbaan als acteur begon nadat hij een bachelor-graad heeft behaald in theaterwetenschappen. Na zijn studie werkte hij eerst als ober in Dallas. Hij verhuisde naar Los Angeles om daar als model te gaan werken. In 1999 sleepte hij de hoofdrol in de wacht van de televisieserie Passions waarin hij gedurende vier jaar de rol vertolkte van Ethan Winthorpe.
Na Passions heeft hij ook in de kort durende reeks 10-8 Officer on Duty deputy Chase Williams vertolkt, naast Ernie Hudson en Danny Nucci.
Hij heeft ook personages vertolkt in Veronica Mars, Jag, maar wellicht is hij het best bekend voor zijn vertolking van Keith Dudemeister in de televisieserie Scrubs.
In 2004 werkte hij samen met regisseur Jonathan Walls en (schrijver/acteur/ producer) Jay Thames om samen met hen een nieuwe film te maken, produceren, financieren en te acteren in de onafhankelijke film Automatic. De film werd enthousiast onthaald op het Deep Ellum Film Festival in Dallas.

## Theaterwerk
- Glengarry Glenn Ross
- Taming of the Shrew
- The Tragedy of Macbeth
- The Madwoman of Chaillot
- Icarus een productie van (Sam Shepard) waarbij Travis co-producer en acteur is. Travis werkte ook samen met de regisseur James Kerwin aan zijn adaptatie van William Shakespeares Venus and Adonis, Cardenio en A Midsummer Night's Dream.
- Albert Hall van Amber Benson

## Jonge ondernemer
Travis is ook actief in de Lone Star Ensemble, een non-profit theatergroep die hij oprichtte in 2000. Ook is hij de oprichter van 35 Terrace, een productiehuis waarmee hij aan een aantal nieuwe projecten werkt.
- Library of Congress Control Number: n2011058546
- Virtual International Authority File: 183660174
- WorldCat: E39PBJcR8GW8GvWwkgVKtbhCQq